# Danh sách mùa bão Tây Bắc Thái Bình Dương

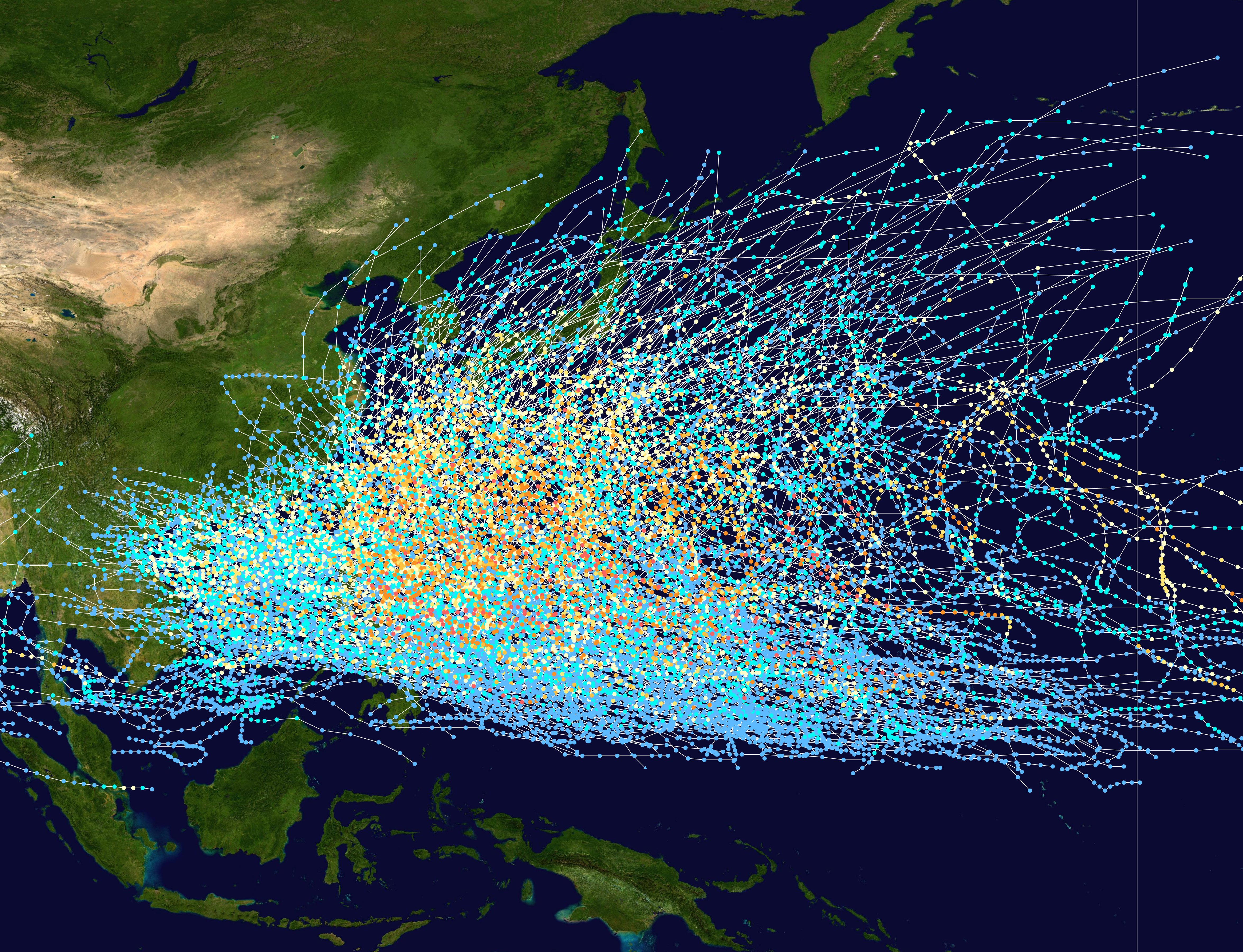
Bản đồ thể hiện đường đi của tất cả các xoáy thuận nhiệt đới trên Tây Bắc Thái Bình Dương trong giai đoạn 1980 đến 2005. Đường thẳng đứng ở phía bên phải là đường đổi ngày quốc tế.

Dưới đây là danh sách các Mùa bão Tây Bắc Thái Bình Dương. Khu vực này giới hạn bởi kinh tuyến 100 và 180°Đ và nằm phía trên xích đạo.
| Giai đoạn      | Mùa bão                                                                                  |
| -------------- | ---------------------------------------------------------------------------------------- |
| Trước 1900     | Danh sách bão Tây Bắc Thái Bình Dương trước 1850, thập niên 1850, 1860, 1870, 1880, 1890 |
| Thập niên 1900 | 1900, 1901, 1902, 1903, 1904, 1905, 1906, 1907, 1908, 1909                               |
| Thập niên 1910 | 1910, 1911, 1912, 1913, 1914, 1915, 1916, 1917, 1918, 1919                               |
| Thập niên 1920 | 1920, 1921, 1922, 1923, 1924, 1925, 1926, 1927, 1928, 1929                               |
| Thập niên 1930 | 1930, 1931, 1932, 1933, 1934, 1935, 1936, 1937, 1938, 1939                               |
| Thập niên 1940 | 1940, 1941, 1942, 1943, 1944, 1945, 1946, 1947, 1948, 1949                               |
| Thập niên 1950 | 1950, 1951, 1952, 1953, 1954, 1955, 1956, 1957, 1958, 1959                               |
| Thập niên 1960 | 1960, 1961, 1962, 1963, 1964, 1965, 1966, 1967, 1968, 1969                               |
| Thập niên 1970 | 1970, 1971, 1972, 1973, 1974, 1975, 1976, 1977, 1978, 1979                               |
| Thập niên 1980 | 1980, 1981, 1982, 1983, 1984, 1985, 1986, 1987, 1988, 1989                               |
| Thập niên 1990 | 1990, 1991, 1992, 1993, 1994, 1995, 1996, 1997, 1998, 1999                               |
| Thập niên 2000 | 2000, 2001, 2002, 2003, 2004, 2005, 2006, 2007, 2008, 2009                               |
| Thập niên 2010 | 2010, 2011, 2012, 2013, 2014, 2015, 2016, 2017, 2018, 2019                               |
| Thập niên 2020 | 2020, 2021, 2022, 2023, 2024, 2025, 2026, 2027, 2028, 2029                               |

## Mùa bão theo tháng
| 50 100 150 200 250 300 Thg 1 Thg 2 Thg 3 Thg 4 Thg 5 Thg 6 Thg 7 Thg 8 Thg 9 Thg 10 Thg 11 Thg 12 - Bão cuồng phong - Bão nhiệt đới dữ dội - Bão nhiệt đới - Áp thấp nhiệt đới |

| 50 100 150 200 250 300 Thg 1 Thg 2 Thg 3 Thg 4 Thg 5 Thg 6 Thg 7 Thg 8 Thg 9 Thg 10 Thg 11 Thg 12 - Cat 5 - Cat 4 - Cat 3 - Cat 2 - Cat 1 - Bão nhiệt đới - Áp thấp nhiệt đới |

### Trước 1940
| Năm        | Tất cả hệ thống | Tất cả hệ thống | Tất cả hệ thống | Tất cả hệ thống | Bão mạnh nhất    | Số người chết | Thiệt hại       | Ghi chú |
| Năm        | ATNĐ            | BNĐ             | BCP             | SBCP            | Bão mạnh nhất    | Số người chết | Thiệt hại       | Ghi chú |
| ---------- | --------------- | --------------- | --------------- | --------------- | ---------------- | ------------- | --------------- | ------- |
| 1900       | --              | 23              | --              | --              | Guam typhoon     | >1,965        | Unknown         |         |
| 1901       | --              | 21              | --              | --              | De Witte typhoon | >4            | Unknown         |         |
| 1927       | 27              | 25              | 19              | --              | Eleven           | 15,159        | $4 million      |         |
| 1931       | 30              |                 | 19              | --              | Unnamed          | 300,349       |                 |         |
| 1939       | 28              | 24              | 22              | --              | Twenty-Six       | 1,185         | $106.15 million |         |
| Chú thích: |                 |                 |                 |                 |                  |               |                 |         |

### Các chủ đề bao quát
- Xoáy thuận nhiệt đới
- Danh sách xoáy thuận nhiệt đới
- Danh sách tên xoáy thuận nhiệt đới
- Danh sách tên xoáy thuận nhiệt đới trong lịch sử

### Các khu vực xoáy thuận nhiệt đới khác
- Mùa bão Đại Tây Dương
- Mùa bão Đông Bắc Thái Bình Dương
- Mùa bão Bắc Ấn Độ Dương
- Mùa bão Tây Nam Ấn Độ Dương
- Mùa bão vùng Australia
- Mùa bão Nam Thái Bình Dương
- Xoáy thuận nhiệt đới Nam Đại Tây Dương